# Сосна веймутова
Сосна́ ве́ймутова, или бе́лая восто́чная (лат. Pínus stróbus), — растение, крупное дерево рода сосна семейства сосновые. В естественных условиях растёт в северо-восточных районах Северной Америки.

## Описание

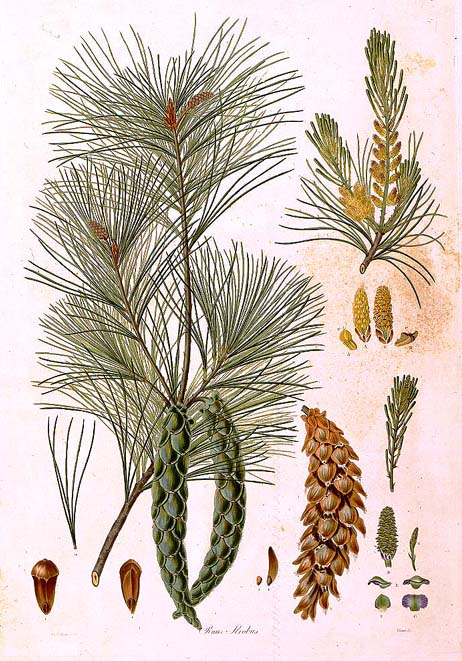
Ботаническая иллюстрация A Description of the Genus Pinus by Aylmer Bourke Lambert (1761—1842)

Дерево 30—67 м высотой, 100—180 см толщиной. Ствол прямой. Крона сначала конусообразная, затем закруглённая либо неправильной формы. Кора светло-серая, с возрастом темнеет и грубеет, появляются глубокие трещины и широкие неправильной формы пластины с небольшим фиолетовым оттенком. Молодые побеги тонкие, буровато-зелёные, голые либо волосистые под листовыми подушками. Крупные ветви мутовчатые, расходятся в стороны и слегка вверх. Ветки тонкие, гладкие или покрыты лёгким пушком, бледно-бурые, со временем становятся серыми.
Почки яйцевидно-цилиндрические, светло-бурые, длиной 0,4—0,5 см, слегка смолистые. Хвоинки расположены по 5 в пучке, направлены в стороны либо вверх, длиной 6—10 см и толщиной 0,7—1 мм, прямые либо слегка изогнуты, гибкие, тёмно-зелёные или сизовато-зелёные, снизу светлее; сохраняются 2—3 года. Бледные устьичные линии заметны только на верхней поверхности; края у хвоинок мелкопильчатые; концы острые. Влагалище листа длиной 1—1,5 см, быстро опадает.
Мужские шишечки эллипсоидные, длиной 10—15 мм, жёлтые. Женские шишки перед раскрытием цилиндрические либо узкоцилиндрические, после раскрытия яйцевидно-цилиндрические, созревают раз в два года, сбрасывают семена и вскоре опадают. Шишки длиной (7)8—20 см, симметричные, буроватые или бледно-коричневые, с фиолетовым или серым оттенком; висят гроздьями, на черешках длиной 2—3 см. Апофизы слегка расходятся, смолистые на концах. Семена сдавленные, овальные либо яйцевидные, суженные на обоих концах, 5—6 мм, красно-коричневые с тёмным краплением. Крыло длиной 1,8—2,5 см, бледно-коричневое, легко отделяется от семени.

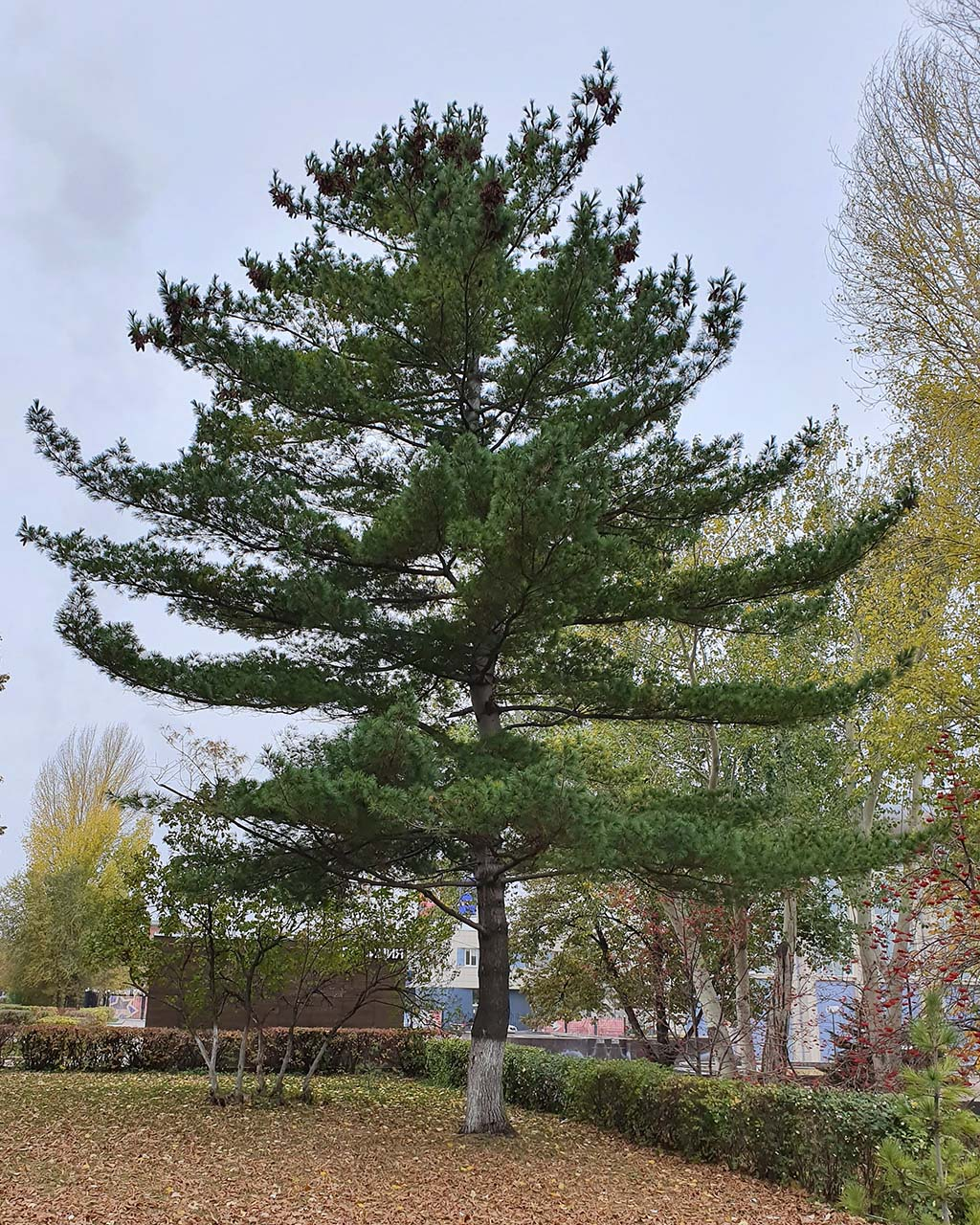
Веймутова сосна, общий вид.

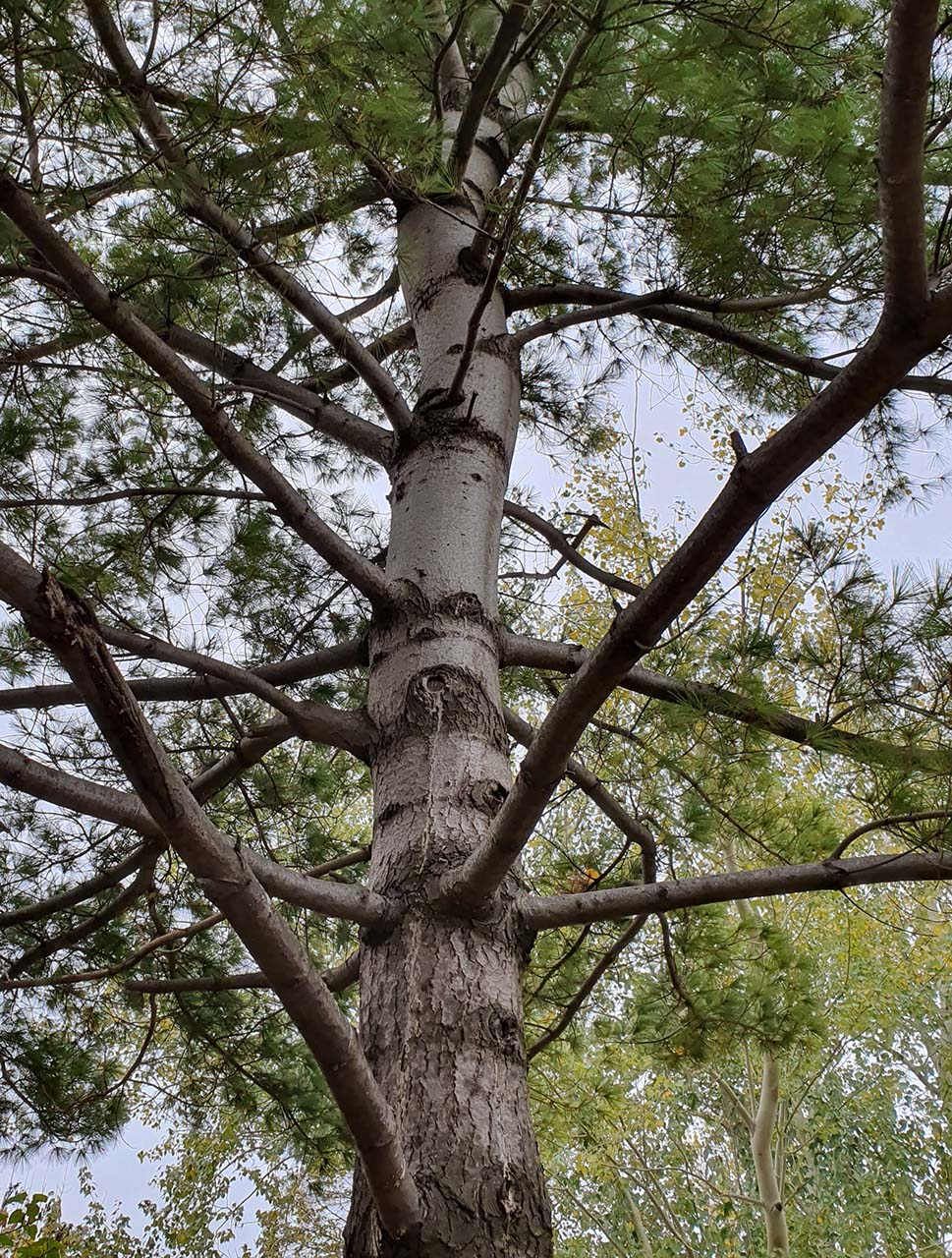
Кора веймутовой сосны

## Распространение
Широко распространено на северо-востоке США (все штаты к востоку от Миннесоты, Айовы, Иллинойса, Кентукки, Теннесси и Джорджии) и юго-восточных провинциях Канады (Ньюфаундленд, Новая Шотландия, Нью-Брансуик, Остров Принца Эдуарда, Квебек, Онтарио и Манитоба), а также на французских островах Сен-Пьер и Микелон. Известны вариации в Мексике и Гватемале. На севере ареала растёт на уровне моря, на юге поднимается на высоту до 1500 м над уровнем моря. Предпочитает хорошо просушенные почвы и прохладный, влажный климат.

## Использование
В XVIII веке широко использовалась в судостроении Британским Королевским флотом. В 1605 году английским мореплавателем Джорджем Веймутом (Уэймутом, англ. George Weymouth) была завезена в Британию, но не прижилась там, так как подверглась болезни серянке в результате действия грибка. Названа именем мореплавателя.
В настоящее время широко культивируется в лесоводстве (как в пределах природного ареала, так и за его пределами), используется в строительстве.
Зоны морозостойкости: от 5a до более тёплых. В отдельные годы в условиях Московской области растения могут подмерзать.
Менее требовательна к свету, чем сосны обыкновенная и чёрная. По требовательности к влажности воздуха приближается к ели и плохо переносит континентальные условия. Лучше всего растёт на свежих глубоких супесчаных и суглинистых почвах. Сильно страдает от ржавчинного гриба (Peridermium slrobi), особенно на бедных почвах.
Ход роста сосны веймутовой в культурах на свежих почвах (возраст в годах/высота в метрах): 20/7—8, 30/12—13, 40/18—19, 50/23—24, 60/26—27, 70/28—29, 80/30—32, 90/32—33.
Растет быстро, особенно от 10 до 40 лет. Наилучшими районами разведения являются Курская, Орловская, Воронежская и Харьковская области. В засушливых районах юго-востока, в Крыму и в сухих местах Украины развитие этой сосны неудовлетворительное.
В посадках и в культуре сильно поражается пузырчатой ржавчиной, вызываемой грибом Cronartium ribicola.

## Сорта

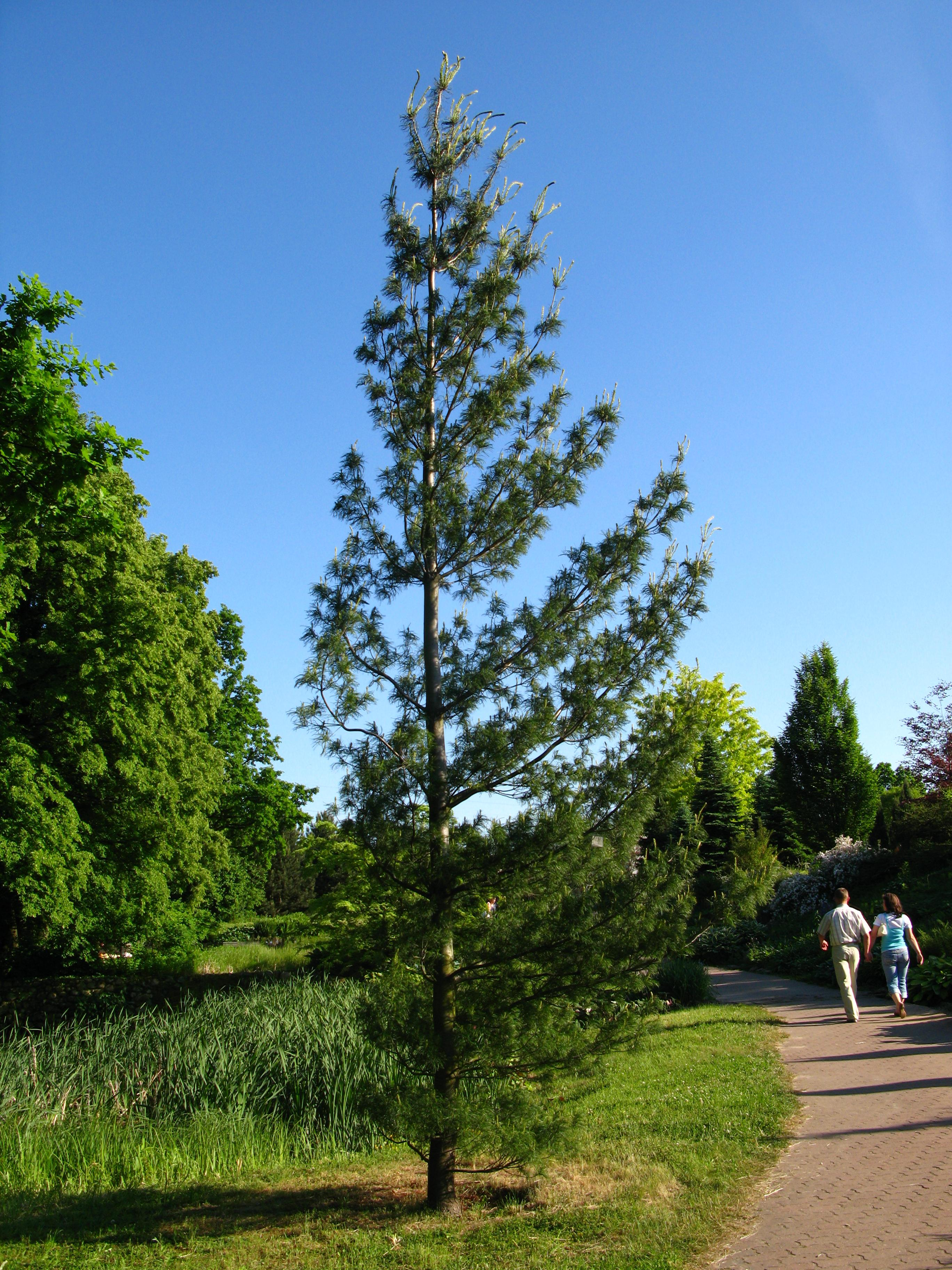
Pinus strobus 'Tortuosa'

- Аlba (syn. Р. strobus nivea, Р. strobus var. аrgentea). Редкий сорт. Единственное отличие от типовой формы — молодые иголки беловато-зелёные, прямые, достаточно короткие. В культуре в ботаническом саду Дортмунда[5].
- Аurea. Иголки золотисто-жёлтые в основном на молодых побегах; кора на молодых побегах жёлтая[5].
- Blue Shag. Карликовый сорт. Форма кроны округлая, высота и ширина 1,2-1,8 метра. Прирост 2,5-3 см в год[6]. Хвоя зелёная с голубоватым оттенком[7], согласно другому источнику — светло-зелёная[6] с серебристо-серой полоской на нижней стороне, собрана в пучки по 5 штук. Зоны морозостойкости: 3-8. Рекомендуется посадка в местах полностью освещённых солнцем или в полутени[8]. Сорт теневынослив, менее требователен к свету, чем сосна обыкновенная и сосна чёрная, ветроустойчив, хорошо противостоит навалу снега. К почве нетребователен, лучше всего растёт на влажных песчаных глинозёмах. Рекомендуется избегать пересушки и щелочных почв. Устойчивость к пузырчатой ржавчине низкая[9].
- Вrevifolia. Карликовая форма, кустарниковая с плоской вершиной, высота и ширина 1-2 м (часто ниже). Иголки тонкие 2,5-3,5 см длиной. В культуре с 1955 года[5].
- Сontorta. Сучья приподнятые и закруглённые, как и молодые побеги, иногда побеги сплетаются. Иголки плотно стоящие, 5-8 см длиной. Шишки короче, чем у вида, 4-8 см длиной. В культуре с 1932 года; найдена в Сенека-парке, Рочестер, Нью-Йорк, США[5].
- Densa. Американская карликовая форма, неравномерно закругленная, достаточно короткоигольчатая[5].
- Fastigiata (syn. Р. strobus var. pyramidalis). Форма колонновидная; молодые растения сначала растут в виде кустарника, позже начинают расти строго вверх. В культуре с 1884 года[5].
- Мacopin. Форма быстрорастущая, очень плотноветвистая, кеглевидная. Из США (Йеддело)[5].
- Мinima. Карликовая форма, плоскокеглевидная, более широкая, чем высокая; побеги очень тонкие. Иголки очень тонкие, но жесткие, 25 мм длиной, слегка загнуты, тёмно-зелёные. В культуре с 1923 года[5].
- Nana. Это собирательное название. То, что подразумевают под ним, в ботанических садах и питомниках является сортом Radiata[5].
- Рendula. Высокий многоствольный или одноствольный кустарник. Ветви отстоящие друг от друга, свисающие, иногда до земли. В культуре с 1866 года[5].
- Рrostrata. Карликовая стелющаяся форма; сучья поднимаются от земли; ветви сначала горизонтальные или стелются. В культуре появилась до 1899 года. Найдена в Арнольд-арборетуме и Байсснером в одном из садов Лангензальцы[5].
- Рumila. Карликовая закруглённая форма; годовой прирост около 5 см. Почки 3 мм длиной. Иголки около 10 см длиной, нежные, серебристо-зелёные, закругленные и слегка загнутые. В культуре с 1875 года. Культивируется в Англии; хорошо отличается от Radiata[5].
- Radiata. Карликовая форма, приземистая, закруглённая. Очень старые растения до 1,5 м высотой и такой же ширины; ветви плотно прижатые, тонкие. Почки 3 мм длиной; чешуи прижатые, тёмно-коричневые. Иголки на концах побегов направлены вверх, неравномерные, 7-9 см длиной, острые, на хребте зелёные, с внутренней стороны отчетливо голубовато-зелёные, никогда не свисают, у основания ветви влагалища игл слегка опушённые. В культуре встречается часто[5].
- Reinshaus. Карликовая форма, ширококеглевидная, очень медленнорастущая, более широкая, чем высокая, плотная; сучья спускаются до земли; годовой прирост около 5 см. В культуре с 1966 года. Селекционер А. Вейс, Зеехайм, Бергштрассе[5].